# Salt ’n’ Pepa/Diskografie
Diese Diskografie ist eine Übersicht über die musikalischen Werke der US-amerikanischen Hip-Hop- und R&B-Band Salt ’n’ Pepa und ihres Pseudonyms Super Nature. Den Schallplattenauszeichnungen zufolge hat sie bisher mehr als 15,6 Millionen Tonträger verkauft, davon alleine in den Vereinigten Staaten über zwölf Millionen Einheiten. Ihre erfolgreichste Veröffentlichung ist das vierte Studioalbum Very Necessary mit über 5,4 Millionen verkauften Einheiten.

## Alben

### Studioalben
| Jahr | Titel Musiklabel                                                         | Höchstplatzierung, Gesamtwochen, AuszeichnungChartplatzierungen (Jahr, Titel, Musiklabel, Platzierungen, Wochen, Auszeichnungen, Anmerkungen) | Höchstplatzierung, Gesamtwochen, AuszeichnungChartplatzierungen (Jahr, Titel, Musiklabel, Platzierungen, Wochen, Auszeichnungen, Anmerkungen) | Höchstplatzierung, Gesamtwochen, AuszeichnungChartplatzierungen (Jahr, Titel, Musiklabel, Platzierungen, Wochen, Auszeichnungen, Anmerkungen) | Höchstplatzierung, Gesamtwochen, AuszeichnungChartplatzierungen (Jahr, Titel, Musiklabel, Platzierungen, Wochen, Auszeichnungen, Anmerkungen) | Höchstplatzierung, Gesamtwochen, AuszeichnungChartplatzierungen (Jahr, Titel, Musiklabel, Platzierungen, Wochen, Auszeichnungen, Anmerkungen) | Höchstplatzierung, Gesamtwochen, AuszeichnungChartplatzierungen (Jahr, Titel, Musiklabel, Platzierungen, Wochen, Auszeichnungen, Anmerkungen) | Anmerkungen                                                  |
| Jahr | Titel Musiklabel                                                         | DE | AT | CH | UK | US | R&B | Anmerkungen                                                  |
| ---- | ------------------------------------------------------------------------ | --- | --- | --- | --- | --- | --- | ------------------------------------------------------------ |
| 1986 | Hot, Cool & Vicious Next Plateau Entertainment (NPE)                     | DE63 (1 Wo.)DE | — | — | — | US26 Platin · (53 Wo.)US | R&B7 (64 Wo.)R&B | Erstveröffentlichung: 1. Dezember 1986 Verkäufe: + 1.050.000 |
| 1988 | A Salt with a Deadly Pepa London Records (Metronome)                     | DE40 (6 Wo.)DE | — | CH16 (2 Wo.)CH | UK19 Gold · (27 Wo.)UK | US38 (31 Wo.)US | R&B8 (39 Wo.)R&B | Erstveröffentlichung: 26. Juli 1988 Verkäufe: + 500.000      |
| 1990 | Blacks’ Magic auch bekannt als: Salt ’n’ Pepa London Records (Metronome) | — | — | — | UK70 (1 Wo.)UK | US38 Platin · (71 Wo.)US | R&B15 (23 Wo.)R&B | Erstveröffentlichung: 19. März 1990 Verkäufe: + 1.000.000    |
| 1993 | Very Necessary London Records (Metronome)                                | DE51 (13 Wo.)DE | — | — | UK36 (10 Wo.)UK | US4 ×5Fünffachplatin · (89 Wo.)US | R&B6 (75 Wo.)R&B | Erstveröffentlichung: 12. Oktober 1993 Verkäufe: + 5.470.000 |
| 1997 | Brand New London Records (UMG)                                           | DE64 (3 Wo.)DE | — | CH23 (5 Wo.)CH | — | US37 Gold · (12 Wo.)US | R&B16 (22 Wo.)R&B | Erstveröffentlichung: 21. Oktober 1997 Verkäufe: + 500.000   |

### Kompilationen
| Jahr | Titel Musiklabel                                                        | Höchstplatzierung, Gesamtwochen, AuszeichnungChartplatzierungen (Jahr, Titel, Musiklabel, Platzierungen, Wochen, Auszeichnungen, Anmerkungen) | Höchstplatzierung, Gesamtwochen, AuszeichnungChartplatzierungen (Jahr, Titel, Musiklabel, Platzierungen, Wochen, Auszeichnungen, Anmerkungen) | Höchstplatzierung, Gesamtwochen, AuszeichnungChartplatzierungen (Jahr, Titel, Musiklabel, Platzierungen, Wochen, Auszeichnungen, Anmerkungen) | Höchstplatzierung, Gesamtwochen, AuszeichnungChartplatzierungen (Jahr, Titel, Musiklabel, Platzierungen, Wochen, Auszeichnungen, Anmerkungen) | Höchstplatzierung, Gesamtwochen, AuszeichnungChartplatzierungen (Jahr, Titel, Musiklabel, Platzierungen, Wochen, Auszeichnungen, Anmerkungen) | Höchstplatzierung, Gesamtwochen, AuszeichnungChartplatzierungen (Jahr, Titel, Musiklabel, Platzierungen, Wochen, Auszeichnungen, Anmerkungen) | Anmerkungen                                                |
| Jahr | Titel Musiklabel                                                        | DE | AT | CH | UK | US | R&B | Anmerkungen                                                |
| ---- | ----------------------------------------------------------------------- | --- | --- | --- | --- | --- | --- | ---------------------------------------------------------- |
| 1991 | The Greatest Hits London Records (Metronome)                            | DE10 (30 Wo.)DE | AT7 Gold · (20 Wo.)AT | CH13 Gold · (21 Wo.)CH | UK6 Platin · (20 Wo.)UK | — | — | Erstveröffentlichung: 7. Oktober 1991 Verkäufe: + 427.500  |
| 1999 | The Best of Salt ’n’ Pepa London Records (WMG)                          | — | — | — | — | — | — | Erstveröffentlichung: 15. November 1999 Verkäufe: + 35.000 |
| 2008 | The Best of Salt-n-Pepa: The Millennium Collection Island Records (UMG) | — | — | — | — | — | R&B75 (5 Wo.)R&B | Erstveröffentlichung: 5. Februar 2008                      |

### Remixalben
| Jahr | Titel Musiklabel                                                              | Höchstplatzierung, Gesamtwochen, AuszeichnungChartplatzierungen (Jahr, Titel, Musiklabel, Platzierungen, Wochen, Auszeichnungen, Anmerkungen) | Höchstplatzierung, Gesamtwochen, AuszeichnungChartplatzierungen (Jahr, Titel, Musiklabel, Platzierungen, Wochen, Auszeichnungen, Anmerkungen) | Höchstplatzierung, Gesamtwochen, AuszeichnungChartplatzierungen (Jahr, Titel, Musiklabel, Platzierungen, Wochen, Auszeichnungen, Anmerkungen) | Höchstplatzierung, Gesamtwochen, AuszeichnungChartplatzierungen (Jahr, Titel, Musiklabel, Platzierungen, Wochen, Auszeichnungen, Anmerkungen) | Höchstplatzierung, Gesamtwochen, AuszeichnungChartplatzierungen (Jahr, Titel, Musiklabel, Platzierungen, Wochen, Auszeichnungen, Anmerkungen) | Höchstplatzierung, Gesamtwochen, AuszeichnungChartplatzierungen (Jahr, Titel, Musiklabel, Platzierungen, Wochen, Auszeichnungen, Anmerkungen) | Anmerkungen                                                 |
| Jahr | Titel Musiklabel                                                              | DE | AT | CH | UK | US | R&B | Anmerkungen                                                 |
| ---- | ----------------------------------------------------------------------------- | --- | --- | --- | --- | --- | --- | ----------------------------------------------------------- |
| 1989 | A Blitz of Salt-n-Pepa Hits: The Hits Remixed London Records (Metronome)      | — | — | — | UK70 (2 Wo.)UK | — | R&B63 (10 Wo.)R&B | Erstveröffentlichung: 20. November 1990 Verkäufe: + 100.000 |
| 1992 | Rapped in Remixes: The Greatest Hits Remixed Next Plateau Entertainment (NPE) | — | — | — | UK37 (2 Wo.)UK | — | — | Erstveröffentlichung: April 1992                            |

## Singles

### Als Leadmusiker
| Jahr              | Titel Album                                                                  | Höchstplatzierung, Gesamtwochen/‑monate, AuszeichnungChartplatzierungen (Jahr, Titel, Album, Platzierungen, Wochen/Monate, Auszeichnungen, Anmerkungen) | Höchstplatzierung, Gesamtwochen/‑monate, AuszeichnungChartplatzierungen (Jahr, Titel, Album, Platzierungen, Wochen/Monate, Auszeichnungen, Anmerkungen) | Höchstplatzierung, Gesamtwochen/‑monate, AuszeichnungChartplatzierungen (Jahr, Titel, Album, Platzierungen, Wochen/Monate, Auszeichnungen, Anmerkungen) | Höchstplatzierung, Gesamtwochen/‑monate, AuszeichnungChartplatzierungen (Jahr, Titel, Album, Platzierungen, Wochen/Monate, Auszeichnungen, Anmerkungen) | Höchstplatzierung, Gesamtwochen/‑monate, AuszeichnungChartplatzierungen (Jahr, Titel, Album, Platzierungen, Wochen/Monate, Auszeichnungen, Anmerkungen) | Höchstplatzierung, Gesamtwochen/‑monate, AuszeichnungChartplatzierungen (Jahr, Titel, Album, Platzierungen, Wochen/Monate, Auszeichnungen, Anmerkungen) | Anmerkungen | [↑]: gemeinsam behandelt mit vorhergehendem Eintrag; [←]: in beiden Charts platziert |
| Jahr              | Titel Album                                                                  | DE | AT | CH | UK | US | R&B | Anmerkungen |                                                                                      |
| ----------------- | ---------------------------------------------------------------------------- | --- | --- | --- | --- | --- | --- | --- | ------------------------------------------------------------------------------------ |
| als Super Nature  |                                                                              | | | | | | | |                                                                                      |
|                   |                                                                              | | | | | | | |                                                                                      |
| 1985              | The Show Stoppa (Is Stupid Fresh) Hot, Cool & Vicious                        | — | — | — | — | — | R&B46 (13 Wo.)R&B | Erstveröffentlichung: 1985                                                                                       |                                                                                      |
| als Salt ’n’ Pepa |                                                                              | | | | | | | |                                                                                      |
|                   |                                                                              | | | | | | | |                                                                                      |
| 1986              | I’ll Take Your Man Hot, Cool & Vicious                                       | — | — | — | — | — | — | Erstveröffentlichung: 1986                                                                                       |                                                                                      |
| 1986              | Beauty and the Beat Hot, Cool & Vicious                                      | — | — | — | — | — | — | Erstveröffentlichung: 1986                                                                                       |                                                                                      |
| 1987              | My Mike Sounds Nice Hot, Cool & Vicious                                      | — | — | — | UK85 (2 Wo.)UK | — | R&B41 (13 Wo.)R&B | Erstveröffentlichung: 1987 Original: Grover Washington, Jr. – Mister Magic                                       |                                                                                      |
| 1987              | Push It Hot, Cool & Vicious (Reissue) • A Salt with a Deadly Pepa            | DE9 (31 Wo.)DE | AT9 (4 Mt.)AT | CH6 (9 Wo.)CH | UK2 Platin · (19 Wo.)UK | US19 Platin · (25 Wo.)US | R&B28 (10 Wo.)R&B | Erstveröffentlichung: 8. März 1987 Verkäufe: + 1.780.000                                                         |                                                                                      |
| 1987              | Tramp Hot, Cool & Vicious                                                    | — | — | —[UK: ↑] | UK2 Platin · (19 Wo.)UK | — | R&B21 (16 Wo.)R&B | Erstveröffentlichung: 6. Juli 1987 Original: Lowell Fulson                                                       |                                                                                      |
| 1987              | Chick on the Side Hot, Cool & Vicious                                        | — | — | — | — | — | R&B55 (10 Wo.)R&B | Erstveröffentlichung: 1987 Original: The Pointer Sisters – How Long                                              |                                                                                      |
| 1988              | Shake Your Thang (It’s Your Thing) A Salt with a Deadly Pepa • Livin’ Large  | DE29 (14 Wo.)DE | — | — | UK22 (8 Wo.)UK | — | R&B4 (18 Wo.)R&B | Erstveröffentlichung: 1. August 1988 mit E. U.; Original: The Isley Brothers – It’s Your Thing                   |                                                                                      |
| 1988              | Get Up Everybody (Get Up) A Salt with a Deadly Pepa                          | — | — | — | — | — | R&B14 (16 Wo.)R&B | Erstveröffentlichung: 1988                                                                                       |                                                                                      |
| 1988              | Twist and Shout A Salt with a Deadly Pepa                                    | DE37 (9 Wo.)DE | — | — | UK4 (9 Wo.)UK | — | R&B45 (7 Wo.)R&B | Erstveröffentlichung: 31. Oktober 1988 Original: The Top Notes                                                   |                                                                                      |
| 1989              | Expression Blacks’ Magic                                                     | — | — | — | UK23 (12 Wo.)UK | US26 Platin · (21 Wo.)US | R&B8 (25 Wo.)R&B | Erstveröffentlichung: 28. November 1989 Verkäufe: + 1.000.000                                                    |                                                                                      |
| 1990              | Independent Blacks’ Magic                                                    | — | — | — | — | — | R&B85 (6 Wo.)R&B | Erstveröffentlichung: 29. Juni 1990 feat. Sybil                                                                  |                                                                                      |
| 1991              | Do You Want Me Blacks’ Magic                                                 | DE49 (4 Wo.)DE | — | — | UK5 (12 Wo.)UK | US21 Gold · (26 Wo.)US | R&B32 (15 Wo.)R&B | Erstveröffentlichung: 14. Februar 1991 Verkäufe: + 500.000                                                       |                                                                                      |
| 1991              | Let’s Talk About Sex! auch bekannt als: Let's Talk About AIDS! Blacks’ Magic | DE1 (28 Wo.)DE | AT1 Gold · (17 Wo.)AT | CH1 (26 Wo.)CH | UK2 Silber · (13 Wo.)UK | US13 Gold · (19 Wo.)US | R&B51 (10 Wo.)R&B | Erstveröffentlichung: 19. August 1991 Verkäufe: + 880.000                                                        |                                                                                      |
| 1991              | You Showed Me Blacks’ Magic                                                  | DE13 (21 Wo.)DE | AT13 (12 Wo.)AT | CH15 (11 Wo.)CH | UK15 (9 Wo.)UK | US47 (20 Wo.)US | R&B68 (8 Wo.)R&B | Erstveröffentlichung: 18. November 1991 Original: The Turtles                                                    |                                                                                      |
| 1992              | Start Me Up Very Necessary                                                   | DE44 (8 Wo.)DE | AT30 (1 Wo.)AT | — | UK39 (3 Wo.)UK | — | R&B84 (5 Wo.)R&B | Erstveröffentlichung: 21. September 1992                                                                         |                                                                                      |
| 1993              | Shoop Very Necessary                                                         | DE46 (10 Wo.)DE | — | CH23 (13 Wo.)CH | UK13 Silber · (12 Wo.)UK | US4 Gold · (25 Wo.)US | R&B3 (24 Wo.)R&B | Erstveröffentlichung: 21. September 1993 Verkäufe: + 800.000                                                     |                                                                                      |
| 1993              | Whatta Man Very Necessary • Funky Divas                                      | DE39 (14 Wo.)DE | AT27 (2 Wo.)AT | — | UK7 Gold · (10 Wo.)UK | US3 Platin · (29 Wo.)US | R&B3 (20 Wo.)R&B | Erstveröffentlichung: 2. Dezember 1993 Verkäufe: + 1.475.000; mit En Vogue; Original: Linda Lyndell              |                                                                                      |
| 1994              | Heaven ’N Hell Very Necessary                                                | — | — | — | — | — | — | Erstveröffentlichung: 5. Juli 1994                                                                               |                                                                                      |
| 1994              | None of Your Business Very Necessary                                         | DE82 (3 Wo.)DE | — | CH29 (5 Wo.)CH | UK19 (8 Wo.)UK | US32 (22 Wo.)US | R&B57 (16 Wo.)R&B | Erstveröffentlichung: 10. Oktober 1994                                                                           |                                                                                      |
| 1995              | Ain’t Nuthin’ but a She Thing –                                              | — | — | — | — | US38 (15 Wo.)US | R&B32 (11 Wo.)R&B | Erstveröffentlichung: 3. Oktober 1995                                                                            |                                                                                      |
| 1996              | Champagne Bulletproof (O.S.T.)                                               | DE98 (4 Wo.)DE | — | — | UK23 (6 Wo.)UK | — | — | Erstveröffentlichung: 9. Dezember 1996                                                                           |                                                                                      |
| 1997              | R U Ready Brand New                                                          | DE35 (7 Wo.)DE | — | CH26 (3 Wo.)CH | UK24 (2 Wo.)UK | — | — | Erstveröffentlichung: 20. Oktober 1997 Original: Brass Construction – Watch Out                                  |                                                                                      |
| 1998              | Gitty Up Brand New                                                           | — | — | — | — | US50 (14 Wo.)US | R&B31 (20 Wo.)R&B | Erstveröffentlichung: 10. März 1998 Original: Rick James – Give It to Me Baby                                    |                                                                                      |
| 1998              | Push It (Again) The Best of Salt ’n’ Pepa                                    | DE26 (11 Wo.)DE | — | — | — | — | — | Erstveröffentlichung: 7. Dezember 1998                                                                           |                                                                                      |
| 2000              | The Brick Track Versus Gitty Up The Best of Salt ’n’ Pepa                    | DE64 (6 Wo.)DE | — | CH93 (2 Wo.)CH | UK22 (4 Wo.)UK | — | — | Erstveröffentlichung: 3. Januar 2000 Verkäufe: + 5.000 Mashup: Gitty Up / Pink Floyd – Another Brick in the Wall |                                                                                      |

### Als Gastmusiker
| Jahr | Titel Album           | Höchstplatzierung, Gesamtwochen, AuszeichnungChartplatzierungen (Jahr, Titel, Album, Platzierungen, Wochen, Auszeichnungen, Anmerkungen) | Höchstplatzierung, Gesamtwochen, AuszeichnungChartplatzierungen (Jahr, Titel, Album, Platzierungen, Wochen, Auszeichnungen, Anmerkungen) | Höchstplatzierung, Gesamtwochen, AuszeichnungChartplatzierungen (Jahr, Titel, Album, Platzierungen, Wochen, Auszeichnungen, Anmerkungen) | Höchstplatzierung, Gesamtwochen, AuszeichnungChartplatzierungen (Jahr, Titel, Album, Platzierungen, Wochen, Auszeichnungen, Anmerkungen) | Höchstplatzierung, Gesamtwochen, AuszeichnungChartplatzierungen (Jahr, Titel, Album, Platzierungen, Wochen, Auszeichnungen, Anmerkungen) | Höchstplatzierung, Gesamtwochen, AuszeichnungChartplatzierungen (Jahr, Titel, Album, Platzierungen, Wochen, Auszeichnungen, Anmerkungen) | Anmerkungen |
| Jahr | Titel Album           | DE | AT | CH | UK | US | R&B | Anmerkungen |
| ---- | --------------------- | --- | --- | --- | --- | --- | --- | --- |
| 1990 | Crazy 4 U Sybil       | — | — | — | UK71 (2 Wo.)UK | — | R&B19 (13 Wo.)R&B | Erstveröffentlichung: 22. März 1990 Sybil feat. Salt ’n’ Pepa                                                               |
| 1991 | Backyard Always       | — | — | — | — | US73 (7 Wo.)US | R&B4 (16 Wo.)R&B | Erstveröffentlichung: 26. Februar 1991 Pebbles feat. Salt ’n’ Pepa                                                          |
| 2018 | 80s Baby –            | — | — | — | — | — | — | Erstveröffentlichung: 8. Oktober 2018 New Kids on the Block feat. Debbie Gibson, Naughty by Nature, Salt ’n’ Pepa & Tiffany |
| 2022 | Bring Back the Time – | — | — | — | — | — | — | Erstveröffentlichung: 3. März 2022 New Kids on the Block feat. Rick Astley, En Vogue & Salt ’n’ Pepa                        |

## Videoalben und Musikvideos

### Videoalben
| Jahr | Titel Musiklabel                                                               | Anmerkungen                |
| ---- | ------------------------------------------------------------------------------ | -------------------------- |
| 1990 | A Blitz of Salt-n-Pepa Hits: The Hits Remixed Next Plateau Entertainment (NPE) | Erstveröffentlichung: 1990 |
| 1990 | Video Magic PolyGram Video (PGV)                                               | Erstveröffentlichung: 1990 |
| 1991 | The Greatest Hits PolyGram Video (PGV)                                         | Erstveröffentlichung: 1991 |

### Musikvideos
| Jahr | Titel                         | Regie             |
| ---- | ----------------------------- | ----------------- |
| 1986 | Tramp                         |                   |
| 1987 | Push It                       | Ted Demme         |
| 1988 | Shake Your Thang              |                   |
| 1988 | Get Up Everybody (Get Up)     |                   |
| 1989 | Twist and Shout               |                   |
| 1989 | Expression                    | Millicent Shelton |
| 1990 | Independent                   |                   |
| 1991 | Do You Want Me                |                   |
| 1991 | Let’s Talk About Sex          | Millicent Shelton |
| 1991 | Let’s Talk About AIDS         |                   |
| 1991 | You Showed Me                 |                   |
| 1992 | Expression (’92 Remix)        |                   |
| 1992 | Start Me Up                   |                   |
| 1993 | Shoop                         | Scott Kalvert     |
| 1994 | Whatta Man                    | Matthew Rolston   |
| 1994 | Heaven ’n Hell                | Matthew Rolston   |
| 1994 | None of Your Business         | Matthew Rolston   |
| 1995 | Ain’t Nuthin' But a She Thing | Ellen von Unwerth |
| 1995 | Freedom                       | Antoine Fuqua     |
| 1996 | Champagne                     | Gerry Wenner      |
| 1997 | R U Ready                     | Bille Woodruff    |
| 1997 | Gitty Up                      | Paul Hunter       |
| 1997 | Imagine                       |                   |
| 2019 | 80s Baby                      | Kerry Henderson   |
| 2022 | Bring Back the Time           | John Asher        |

## Sonderveröffentlichungen

### Alben
| Jahr | Titel Musiklabel                         | Anmerkungen                                               |
| ---- | ---------------------------------------- | --------------------------------------------------------- |
| 2011 | Icon Island Records (UMG)                | Erstveröffentlichung: 1. März 2011 Teil der „Icon“-Reihe  |
| 2013 | Push It (Best Of) Cleopatra Records (CR) | Erstveröffentlichung: 25. September 2013 Mini-Kompilation |

### Lieder
| Jahr | Titel Album                                     | Anmerkungen                                                                           |
| ---- | ----------------------------------------------- | ------------------------------------------------------------------------------------- |
| 1989 | Shake Your Thang (It’s Your Thing) Livin’ Large | Erstveröffentlichung: 28. Februar 1989 E. U. & Salt ’n’ Pepa                          |
| 1989 | Crazy 4 U Sybil                                 | Erstveröffentlichung: 20. September 1989 Sybil feat. Salt ’n’ Pepa                    |
| 1990 | I Don’t Know Funhouse                           | Erstveröffentlichung: 13. März 1990 Kid ’n Play feat. Salt ’n’ Pepa                   |
| 1990 | Backyard Always                                 | Erstveröffentlichung: 11. September 1990 Pebbles feat. Salt ’n’ Pepa                  |
| 1992 | Whatta Man Funky Divas                          | Erstveröffentlichung: 24. März 1992 En Vogue & Salt ’n’ Pepa; Original: Linda Lyndell |
| 1995 | Hot Stuff Scent of Attraction                   | Erstveröffentlichung: 1. August 1995 Patra feat. Salt ’n’ Pepa                        |
| 1997 | I’ll Take Ya Man ’97 Unlady Like                | Erstveröffentlichung: 24. Juni 1997 Mia X feat. Salt ’n’ Pepa                         |

| Jahr | Titel Album                                        | Anmerkungen |
| ---- | -------------------------------------------------- | --- |
| 1991 | Family Got to Get Busy Civilization vs. Technology | Erstveröffentlichung: 24. September 1991 Verschiedene Interpreten |
| 1994 | Shoop (Live at Woodstock II) Woodstock 94          | Erstveröffentlichung: 8. November 1994 |
| 1996 | Gee, Officer Krupke The Songs of West Side Story   | Erstveröffentlichung: 29. Januar 1996 mit Def Jef, The Jerky Boys, Lisa Lopes & Paul Rodriguez; Original: Jets                                                                           |
| 1997 | Santa Baby A Very Special Christmas 3              | Erstveröffentlichung: 7. Oktober 1997 Rev Run & The Christmas All Stars feat. Ma$e, Keith Murray, Onyx, Puff Daddy, Salt ’n’ Pepa & Snoop Doggy Dogg; Original: Eartha Kitt & Henri René |

| Jahr | Titel Soundtrack                                                         | Anmerkungen                                                                      |
| ---- | ------------------------------------------------------------------------ | -------------------------------------------------------------------------------- |
| 1988 | Let the Rhythm Run Colors – Farben der Gewalt                            | Erstveröffentlichung: 12. April 1988                                             |
| 1991 | He’s Gamin’ on Ya’ Juice – City-War                                      | Erstveröffentlichung: 31. Dezember 1991                                          |
| 1992 | Start Me Up Stay Tuned                                                   | Erstveröffentlichung: 29. August 1992                                            |
| 1994 | Here We Come Prêt-à-Porter                                               | Erstveröffentlichung: 6. Dezember 1994                                           |
| 1995 | Freedom (Theme From Panther) Panther                                     | Erstveröffentlichung: 3. Mai 1995 Verschiedene Interpreten                       |
| 1995 | I Am the Body Beautiful To Wong Foo, thanks for Everything, Julie Newmar | Erstveröffentlichung: 29. August 1995                                            |
| 1996 | None of Your Business Barb Wire                                          | Erstveröffentlichung: 23. April 1996                                             |
| 1996 | Somma Time Man Girls Town                                                | Erstveröffentlichung: 20. August 1996                                            |
| 1996 | Champagne Bulletproof                                                    | Erstveröffentlichung: 3. September 1996                                          |
| 1996 | Upside Down Space Jam                                                    | Erstveröffentlichung: 12. November 1996                                          |
| 2000 | None of Your Business Miss Undercover                                    | Erstveröffentlichung: 22. Dezember 2000                                          |
| 2013 | Let’s Talk About Sex Die To-Do Liste                                     | Erstveröffentlichung: 23. Juli 2013                                              |
| 2016 | Shoop Deadpool                                                           | Erstveröffentlichung: 26. Februar 2016                                           |
| 2021 | Whatta King / We Are Family Mashup Der Prinz aus Zamunda 2               | Erstveröffentlichung: 5. März 2021 mit En Vogue, Sexual Chocolate & Randy Watson |
| 2021 | Hoops Space Jam: A New Legacy                                            | Erstveröffentlichung: 16. Juli 2021 Saweetie feat. Kash Doll & Salt ’n’ Pepa     |

## Statistik

### Chartauswertung
|                     | DE    | AT    | CH    | UK    | US    | R&B     |
| ------------------- | ----- | ----- | ----- | ----- | ----- | ------- |
| Nummer-eins-Alben   | DE—DE | AT—AT | CH—CH | UK—UK | US—US | R&B—R&B |
| Top-10-Alben        | DE1DE | AT1AT | CH—CH | UK1UK | US1US | R&B3R&B |
| Alben in den Charts | DE5DE | AT1AT | CH3CH | UK6UK | US5US | R&B7R&B |

|                       | DE     | AT    | CH    | UK     | US     | R&B      |
| --------------------- | ------ | ----- | ----- | ------ | ------ | -------- |
| Nummer-eins-Singles   | DE1DE  | AT1AT | CH1CH | UK—UK  | US—US  | R&B—R&B  |
| Top-10-Singles        | DE2DE  | AT2AT | CH2CH | UK5UK  | US2US  | R&B5R&B  |
| Singles in den Charts | DE14DE | AT5AT | CH7CH | UK16UK | US11US | R&B21R&B |

### Auszeichnungen für Musikverkäufe
| Goldene Schallplatte - Australien - 2001: für das Album The Best of Salt ’n’ Pepa - Kanada - 1988: für die Single Push It - 1988: für das Album Hot, Cool & Vicious - Neuseeland - 1992: für das Album The Greatest Hits - 1994: für die Single Whatta Man - 2000: für die Single The Brick Track Versus Gitty Up - Niederlande - 1988: für die Single Push It - 1991: für die Single Let’s Talk About Sex - Schweden - 1990: für die Single Push It | Platin-Schallplatte - Australien - 1991: für die Single Let’s Talk About Sex - 1992: für das Album The Greatest Hits - 1994: für die Single Shoop - 1994: für die Single Whatta Man - 1994: für das Album Very Necessary - Kanada - 1992: für das Album A Blitz of Salt-n-Pepa Hits: The Hits Remixed - Neuseeland - 1992: für die Single Let’s Talk About Sex - 2022: für die Single Shoop - 2023: für die Single Push It 4× Platin-Schallplatte - Kanada - 1997: für das Album Very Necessary |

Anmerkung: Auszeichnungen in Ländern aus den Charttabellen bzw. Chartboxen sind in ebendiesen zu finden.
| Land/RegionAuszeichnungen für Musikverkäufe (Land/Region, Auszeichnungen, Verkäufe, Quellen) | Silber     | Gold       | Platin       | Verkäufe   | Quellen                       |
| -------------------------------------------------------------------------------------------- | ---------- | ---------- | ------------ | ---------- | ----------------------------- |
| Australien (ARIA)                                                                            | —          | Gold1      | 5× Platin5   | 385.000    | aria.com.au                   |
| Kanada (MC)                                                                                  | —          | 2× Gold2   | 5× Platin5   | 600.000    | musiccanada.com               |
| Neuseeland (RMNZ)                                                                            | —          | 3× Gold3   | 3× Platin3   | 87.500     | aotearoamusiccharts.co.nz NZ2 |
| Niederlande (NVPI)                                                                           | —          | 2× Gold2   | —            | 150.000    | nvpi.nl                       |
| Österreich (IFPI)                                                                            | —          | 2× Gold2   | —            | 50.000     | ifpi.at                       |
| Schweden (IFPI)                                                                              | —          | Gold1      | —            | 25.000     | sverigetopplistan.se          |
| Schweiz (IFPI)                                                                               | —          | Gold1      | —            | 25.000     | hitparade.ch                  |
| Vereinigte Staaten (RIAA)                                                                    | —          | 4× Gold4   | 10× Platin10 | 12.000.000 | riaa.com                      |
| Vereinigtes Königreich (BPI)                                                                 | 2× Silber2 | 2× Gold2   | 2× Platin2   | 1.850.000  | bpi.co.uk                     |
| Insgesamt                                                                                    | 2× Silber2 | 18× Gold18 | 25× Platin25 |            |                               |